# Mike West
Michael "Mike" West, född 31 augusti 1964 i Kitchener i Ontario, är en kanadensisk före detta simmare.
West blev olympisk silvermedaljör på 4 x 100 meter medley vid sommarspelen 1984 i Los Angeles.